# Rovné (Svidník)
Rovné (bis 1927 slowakisch auch „Šarišské Rovné“; ungarisch Róna – bis 1907 Rovnó, älter auch Rovne) ist eine Gemeinde im Nordosten der Slowakei mit 456 Einwohnern (Stand 31. Dezember 2024), die im Okres Svidník, einem Kreis des Prešovský kraj sowie in der traditionellen Landschaft Šariš liegt.

## Geographie

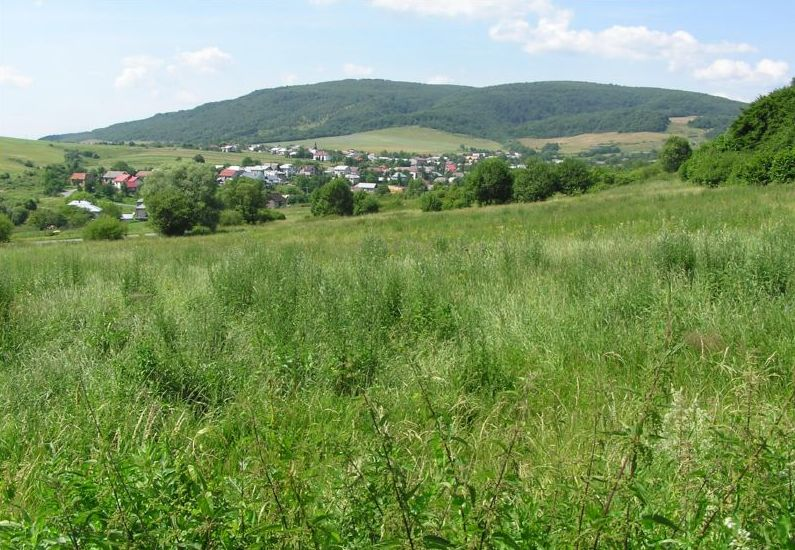
Rovné

Die Gemeinde befindet sich in den Niederen Beskiden im Bergland Ondavská vrchovina, im Quellbereich der Radomka im Einzugsgebiet der Topľa. Das Ortszentrum liegt auf einer Höhe von 327 m n.m. und ist 11 Kilometer von Svidník entfernt (Straßenentfernung).
Nachbargemeinden sind Jurkova Voľa und Nižný Orlík im Norden, Svidník im Nordosten, Hrabovčík im Osten, Mlynárovce im Süden, Lipová im Südwesten und Cernina im Westen und Nordwesten.

## Geschichte
Rovné entstand gegen Mitte des 14. Jahrhunderts in der Herrschaft von Radoma nach deutschem Recht und wurde zum ersten Mal 1414 als Rovna schriftlich erwähnt. 1427 wurden 35 Porta verzeichnet, und der Ort lag in der Herrschaft der Makovica. Bei mehreren polnischen Einfällen im späten 15. Jahrhundert wurde Rovné verwüstet. 1600 standen 21 bäuerliche Ansiedlungen im Ort.
In den 1713 und 1714 war das Dorf völlig verlassen, 1777 brannte es nieder. 1828 zählte man 68 Häuser und 502 Einwohner.
Bis 1918 gehörte der im Komitat Sáros liegende Ort zum Königreich Ungarn und kam danach zur Tschechoslowakei beziehungsweise heute Slowakei. Nach dem Zweiten Weltkrieg pendelte ein Teil der Einwohner zur Arbeit nach Košice sowie in den tschechischen Teil der Tschechoslowakei, die Landwirte waren privat organisiert, ehe die örtliche Einheitliche landwirtschaftliche Genossenschaft (Abk. JRD) im Jahr 1972 gegründet wurde. 1956 wurde Rovné elektrifiziert.

## Bevölkerung
| Jahr                | 1994 | 2004    | 2014    | 2024    |
| ------------------- | ---- | ------- | ------- | ------- |
| Anzahl der Personen | 513  | 506     | 491     | 456     |
| Unterschied         |      | −1,36 % | −2,96 % | −7,12 % |

| Jahr                | 2023 | 2024    |
| ------------------- | ---- | ------- |
| Anzahl der Personen | 453  | 456     |
| Unterschied         |      | +0,66 % |

Gemäß der Volkszählung 2011 wohnten in Rovné 493 Einwohner, davon 323 Slowaken, 114 Russinen, vier Ukrainer, zwei Polen sowie jeweils ein Deutscher, Rom und Tscheche. Ein Einwohner gab eine andere Ethnie an und 46 Einwohner machten keine Angabe zur Ethnie.
375 Einwohner bekannten sich zur griechisch-katholischen Kirche, 55 Einwohner zur römisch-katholischen Kirche, 28 Einwohner zur orthodoxen Kirche, drei Einwohner zur Evangelischen Kirche A. B. und ein Einwohner zur evangelisch-methodistischen Kirche. Ein Einwohner war konfessionslos und bei 30 Einwohnern wurde die Konfession nicht ermittelt.

## Bauwerke
- griechisch-katholische Demetriuskirche aus den Jahren 1941–42, während des Zweiten Weltkriegs beschädigt und 1947 saniert[6]

## Verkehr
Durch Rovné verläuft die Cesta III. triedy 3523 („Straße 3. Ordnung“) von Šarišský Štiavnik (Anschluss an die Cesta I. triedy 21 („Straße 1. Ordnung“)) heraus und weiter nach Cernina, Šarišské Čierne und Smilno. Zudem beginnt hier die Cesta III. triedy 3536 nach Hrabovčík.